# 克爾訥河
51°35′14.1″N 7°38′37.5″E / 51.587250°N 7.643750°E

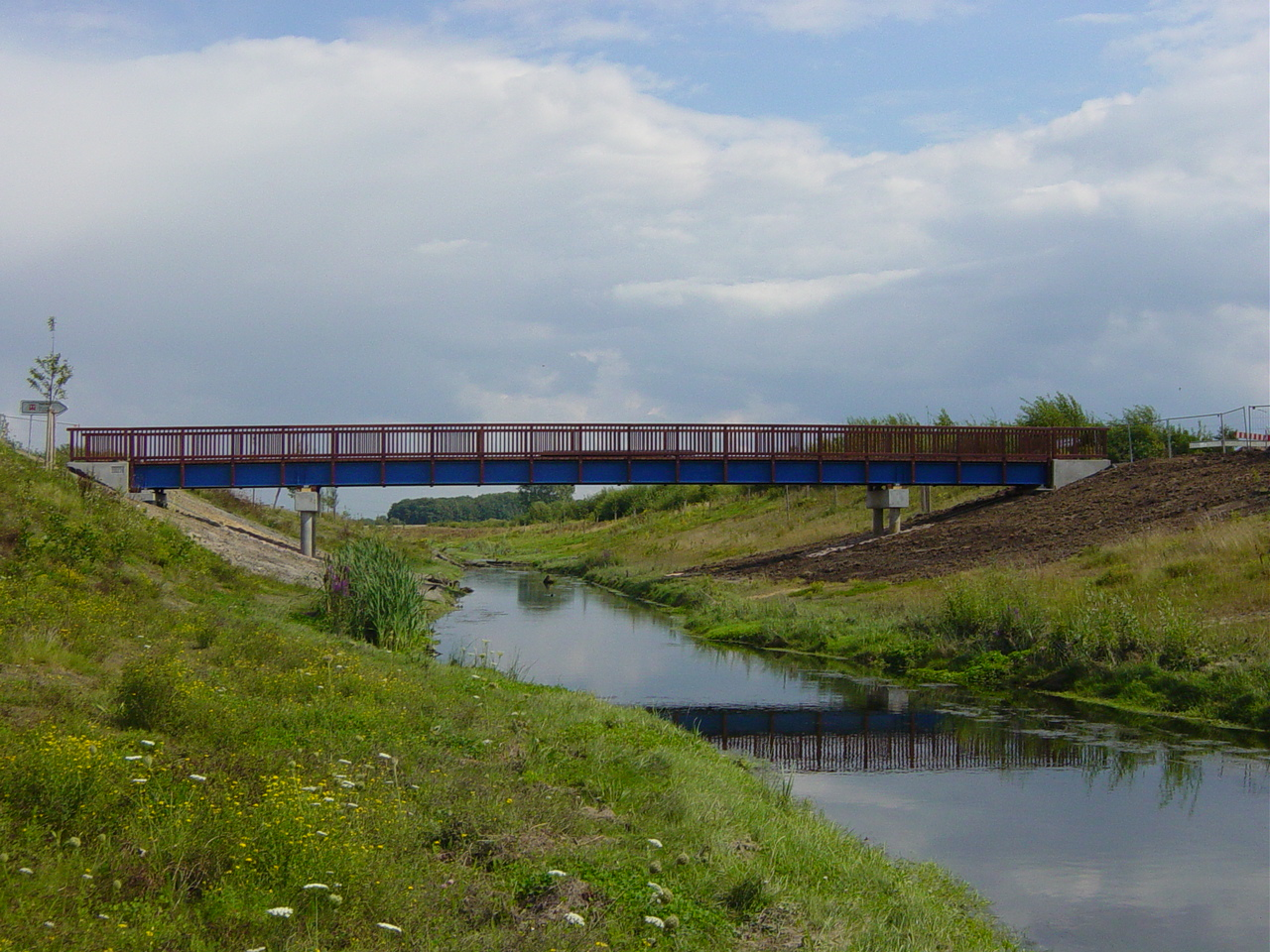

克爾訥河（德語：Körnebach），是德國的河流，位於該國西部，處於北萊茵-威斯特法倫州，屬於塞塞克河的支流，河道全長12.9公里，流域面積113.6平方公里。